# Onuphis papillata
Onuphis papillata är en ringmaskart som beskrevs av Kucheruk 1979. Onuphis papillata ingår i släktet Onuphis och familjen Onuphidae. Inga underarter finns listade i Catalogue of Life.